# ويلتون تايلور
ويلتون تايلور (بالإنجليزية: Wilton Taylor)‏ هو ممثل أمريكي، ولد في 1869، وتوفي في 24 يناير 1925.

## وصلات خارجية
- ويلتون تايلور على موقع IMDb (الإنجليزية)
- ويلتون تايلور على موقع قاعدة بيانات برودواي على الإنترنت (الإنجليزية)
- ويلتون تايلور على موقع قاعدة بيانات الفيلم (الإنجليزية)